# Hotchkiss V
La V era un'autovettura di gran lusso prodotta tra il 1908 ed il 1910 dalla Casa automobilistica franco-statunitense Hotchkiss.

## Profilo
La Hotchkiss V aveva come compito quello di proporre una vettura di gran lusso, assai esclusiva, da contrapporre a vetture come la Peugeot Type 105 e le Panhard & Levassor 50CV e 65CV.

Come queste ultime era una grossa limousine di lusso dalle dimensioni più che generose, e come loro (tranne la Panhard 50CV che era a 4 cilindri) montava un enorme motore a 6 cilindri in linea della cilindrata di ben 9495 cm³. La potenza massima era di 75 CV a 1150 giri/min.

La trazione era posteriore, mentre il cambio era manuale a 4 marce.

La velocità massima era di 85 km/h.

All'inizio del 1910 fu tolta di produzione per lasciare il posto alla V40-50.